# Hans von Werder (General, 1834)
Hans Wilhelm von Werder (* 19. Juli 1834 in Beuthen an der Oder; † 6. November 1897 in Görlitz) war ein preußischer General der Infanterie.

## Leben

### Herkunft
Hans entstammte dem brandenburgischen Uradelsgeschlechts von Werder. Er war ein Sohn des gleichnamigen preußischen Majors Hans von Werder (1802–1851) und dessen Ehefrau Elisabeth, geborene von Béguelin (1810–1870). Sein Großvater war der preußische Generalleutnant Hans von Werder.

### Militärkarriere
Nach dem Besuch der Kadettenhäuser in Wahlstatt und Berlin wurde Werder am 27. April 1852 als Sekondeleutnant dem 19. Infanterie-Regiment der Preußischen Armee überwiesen. Von 1858 bis 1861 besuchte er die Allgemeine Kriegsschule in Berlin und wurde im Februar 1861 in das Infanterie-Regiment Nr. 59 versetzt, er wirkte dann als Adjutant im Topographischen Büro im Generalstab, wo er am 11. Februar 1865 zum Hauptmann befördert und im Mai 1866 einrangiert wurde. Während des Feldzuges gegen Österreich in Böhmen im Juni 1866 diente er als Generalstabsoffizier im VIII. Armee-Korps der Elbarmee und nahm an den Gefechten bei Hühnerwasser und Münchengrätz sowie am 3. Juli an der Schlacht von Königgrätz teil. Im Oktober 1869 wurde er Kompanieführer im Füsilier-Regiment Nr. 90 und stieg zum Major im Generalstab auf.
Im Deutsch-Französischen Krieg diente er im August 1870 bei der 13. Infanterie-Division, zuerst unter General von Glümer vor Metz, dann unter General von Bothmer im Jura. 1872 bis 1875 arbeitete er im Kriegsministerium und fungierte danach bis zum Februar 1880 als Generalstabschef des XV. Armee-Korps in Straßburg. 1877 war er zum Oberst befördert worden und erhielt 1881 das Kommando über das 7. Thüringische Infanterie-Regiment Nr. 96 in Altenburg. Im Dezember 1883 wurde er Generalmajor und erhielt das Kommando über die 50. Infanterie-Brigade in Darmstadt. Nach seiner Beförderung zum Generalleutnant kommandierte er vom 7. Juli 1888 bis 28. Juni 1891 die 1. Division in Königsberg. Ende Juni 1891 wurde er Kommandierender General des I. Armee-Korps und am 2. September 1892 erfolgte seine Beförderung zum General der Infanterie. Am 10. Januar 1895 wurde sein Abschiedsgesuch bewilligt und Werder unter Verleihung des Großkreuzes des Roten Adlerordens mit Eichenlaub und Schwertern am Ringe mit der gesetzlichen Pension zur Disposition gestellt.
Seinen Ruhestand verlebte er zunächst in Potsdam, später in Görlitz, und wurde in Gütergotz bestattet.

### Familie
Werder verheiratete sich am 7. Juni 1865 in Gütergotz mit Rose von Albrecht (1837–1913). Aus der Ehe gingen folgende Kinder hervor:
- Elisabeth (1866–1950) ⚭ 1890 Wilhelm von Waldow, preußischer Staatsminister
- Hans (1867–1923), preußischer Oberst, ⚭ 1893 Elisabeth von Goertzke-Großbeuthen (1872–1915), zwei Kinder, drei Enkel
- Anna (1869–1938) ⚭ Wilhelm von Auer (1864–1918), preußischer Generalmajor[3]
- Karl (*/† 1874)
- Friedrich (1876–1926), preußischer Oberstleutnant ⚭ 1916 Gertrud Wittrien (* 1885), zwei Töchter[4]